# Манас (језеро у Кини)
Језеро Манас (пинјин Manasi hu) је слано језеро у кинеској аутономној регији Синкјанг. Налази се у западном делу Џунгарског базена, у оквиру пустиње Гурбантунгут. Административно, језеро је у Монголском аутономном округу Хобоксар; најближе урбано насеље је округ Урхо града Карамаја, неких 40 км северозападно од језера. 
Језеро Манас некада је било познато као језеро Јихехаке (伊赫哈克 湖, Yīhèhākè hú).
Језеро Манас се сматра крајњом тачком реке Манас која тече са планина Тјен Шан. У пракси, међутим, корито реке је обично суво кад долази до језера (45° 41′ 00″ N 85° 44′ 00″ E / 45.68333° С; 85.73333° И), и мало воде реке долази до језера. 
Подручје језера Манас карактерише сушна клима са врућим летима; просечна годишња количина падавина је само 63,7 мм, у поређењу са просечним годишњим испаравањем од 3 110,5 мм; што значи да без дотока воде споља ниво воде језера може врло брзо да опадне. Током друге половине 20. века и раних година 21. века, прошло је кроз циклус смањивања, исушивања, опоравка или постојања као "испрекидано" језеро.

## Геолошка историја
Према истраживању кинеских геолога, подручје које је заузимало данашње језеро Манас било је у прошлости много веће језеро, Старо језеро Манас, које је излазило у северозападном делу Џунгарског базена. Верује се да је Старо језеро Манас настало у раном плеистоцену и постојало током читавог раног квартара. Због тектонских кретања у средњем квартару, многе важне реке које су некада текле до Старог језера Манас почеле су да теку на друге стране. Иртиш сада тече према Северном леденом океану, а река Улунгур се завршава у језеру Улунгур; ни река Макиао, јужно од језера Манас, не долази до ње.
Чини се да проучавање старих алувијалних лепеза и језерских тераса указује на то да је ниво старог језера Манас био на око 280 метара надморске висине.
Како је старо језеро Манас изгубило већину својих извора воде, ниво воде је опао у касном квартару и језеро се раздвојило на неколико језера, укључујући језеро Манас, језеро Аилик (које је тренутно крајња тачка реке Баијанг) и Алан Нур.
Према мапама са почетка 20. века, велико језеро у региону данашњег језера Манас било је Алан Нур, лоцирано западно од данашњег језера Манас (45° 42′ 00″ N 85° 23′ 00″ E / 45.70000° С; 85.38333° И); то је било језеро у које се уливала река Манас. Раније (у 18-19. веку) Алан Нур ће осим Манаса примити и воде реке Хутуби (呼图壁 河) и реке Сантун (三 屯 河). Ове две реке теку из Тјен Шана у Џунгарски базен у окрузима Хутуби и Чангји; данас оне нестају у пустињи на великој удаљености од језера Манас, али у разматраном периоду би се стопиле и стигле до Алан Нура. 
Иако се река Манас улила у Алан Нур, постојало је и језеро данас познато као језеро Манас; напајали су га првенствено потоци који су долазили са северног обода Џунгарског басена  (тј. са планина Саур); на то указују старе алувијалне лепезе које још увек постоје на одговарајућим локацијама. 
Верује се да се због тектонских кретања почетком 20. века земљана површина око Алан Нура уздизала, а око језера Манас спуштала; осим тога, доњи ток реке Манас замуљивао се седиментом који је доносила река. Као резултат, 1915. године главни ток реке Манас променио је ток, сада течећи ка језеру Манас; међутим, остала је мала грана која се уливала у Алан Нур. (Може се видети тачка бифуркације на сада сувим речним коритима на 45° 38′ 45″ N 85° 27′ 01″ E / 45.64583° С; 85.45028° И, са главним каналом који иде у правцу север-исток и улази у Манас језеро око 45° 43′ 20″ N 85° 39′ 20″ E / 45.72222° С; 85.65556° И, док стари канал улази у бивши Алан Нур на 45° 40′ 00″ N 85° 24′ 10″ E / 45.66667° С; 85.40278° И.) 

## Новија историја
Педесетих и раних шездесетих година 20. века започео је велики развој пољопривреде са наводњавањем у горњем и средњем току реке Манас (регион округа Шихези/Манас, подручје где река напушта Тјен Шан и улази у Џунгарски Базен). Подручје наводњавања из реке Манас било је у потпуности у том подручју до 1962. године; систем је пројектован да користи до 1,36 км³ воде годишње. Као резултат, мало воде је текло у реци Манас низводно од округа, а још мање је стизало до језера Манас, а камоли до Алан Нура.  
Сходно томе, Алан Нур, чија је водена површина још увек заузимала површину од 238 km² у педесетим годинама, потпуно се осушило до шездесетих. Сада је то гола равница сланог тла, на надморској висини од 261–263 м.
До језера Манас стижу воде истоимене реке сада само са прекидима, али језеро такође прима воду из сезонских потока који теку са планина Саур на северном ободу Џунгарског базена; осим тога, храни се подземном водом. Корито језера Манас налази се на око 247 м изнад нивоа, а његова водена површина на 253–255 м изнад нивоа.
Према кинеским истраживачима, недавна историја језера Манас и његових суседа може се поделити у две фазе. Од краја 1950-их и до 1999. године (за језеро Манас и Алан Нур) или 2001. године (за Аилик и Мали Аилик), језера су се смањивала или пресушивала. Од 1999. (за Манас и Алан Нур) или 2001. (два Аилик језера), језера су ушла у фазу барем делимичног опоравка  што је (посебно за Аилик језера) повезано са доласком воде Иртиш у реку Баијанг преко канала Иртиш – Карамај.